# Borsh
Borsh (albanisch auch Borshi) ist ein Küstendorf an der Albanischen Riviera. Es liegt im Qark Vlora am Ionischen Meer zwischen Himara und Saranda und gehört zur Gemeinde Himara.

## Geographie

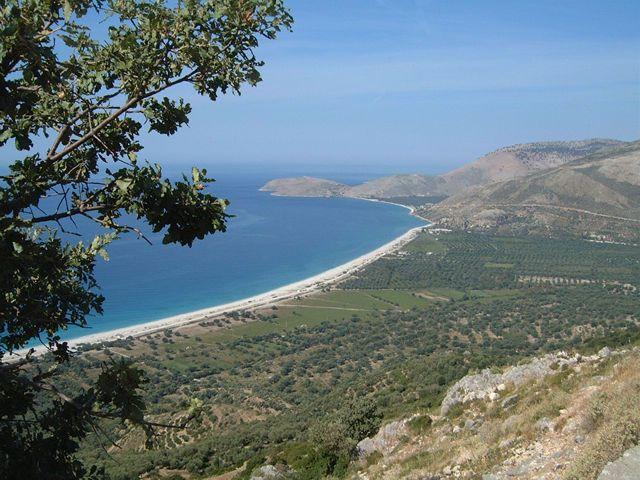
Kiesstrand bei Borsh (Aufnahme von 2005)

Borsh liegt am Rande einer der wenigen Ebenen entlang der Steilküste der Albanischen Riviera. Die vom unregelmäßig Wasser führenden Borsh-Fluss (alb. Lumi i Borshit) gebildete Schwemmlandebene Fusha e Borshit wird landwirtschaftlich genutzt. Ein im Sommer bei Touristen beliebter rund vier Kilometer langer Sandstrand schließt sie zur Küste hin ab. Im Dorfzentrum befindet sich eine mächtige Quelle.
Die der Albanischen Riviera entlangführende SH 8 verbindet Borsh mit den Nachbardörfern. In Richtung Südosten steigt die Straße ab Borsh stellenweise auf über 300 Meter Höhe an. Eine das Hinterland erschließende Nebenstraße zweigt in Borsh ab und führt über Kuç nach Norden. Nur zweieinhalb Kilometer Luftlinie westlich von Borsh befindet sich das Dorf Qeparo. Weitere Nachbardörfer sind nördlich im Landesinneren Fterra und im Südosten Piqeras mit je rund sechs Kilometern Luftlinie Entfernung. Nach Lukova sind es 15 Kilometer auf der Straße, nach Himara 17 Kilometer.
Über dem Dorf steht die Kalaja e Borshit, eine mittelalterliche Burg, die auch Sopot genannt wird. Dort befindet sich auch eine historische Moschee aus osmanischer Zeit, die „Moschee des Hadschi Bendo“ (Xhamia e Haxhi Bendos).

## Geschichte

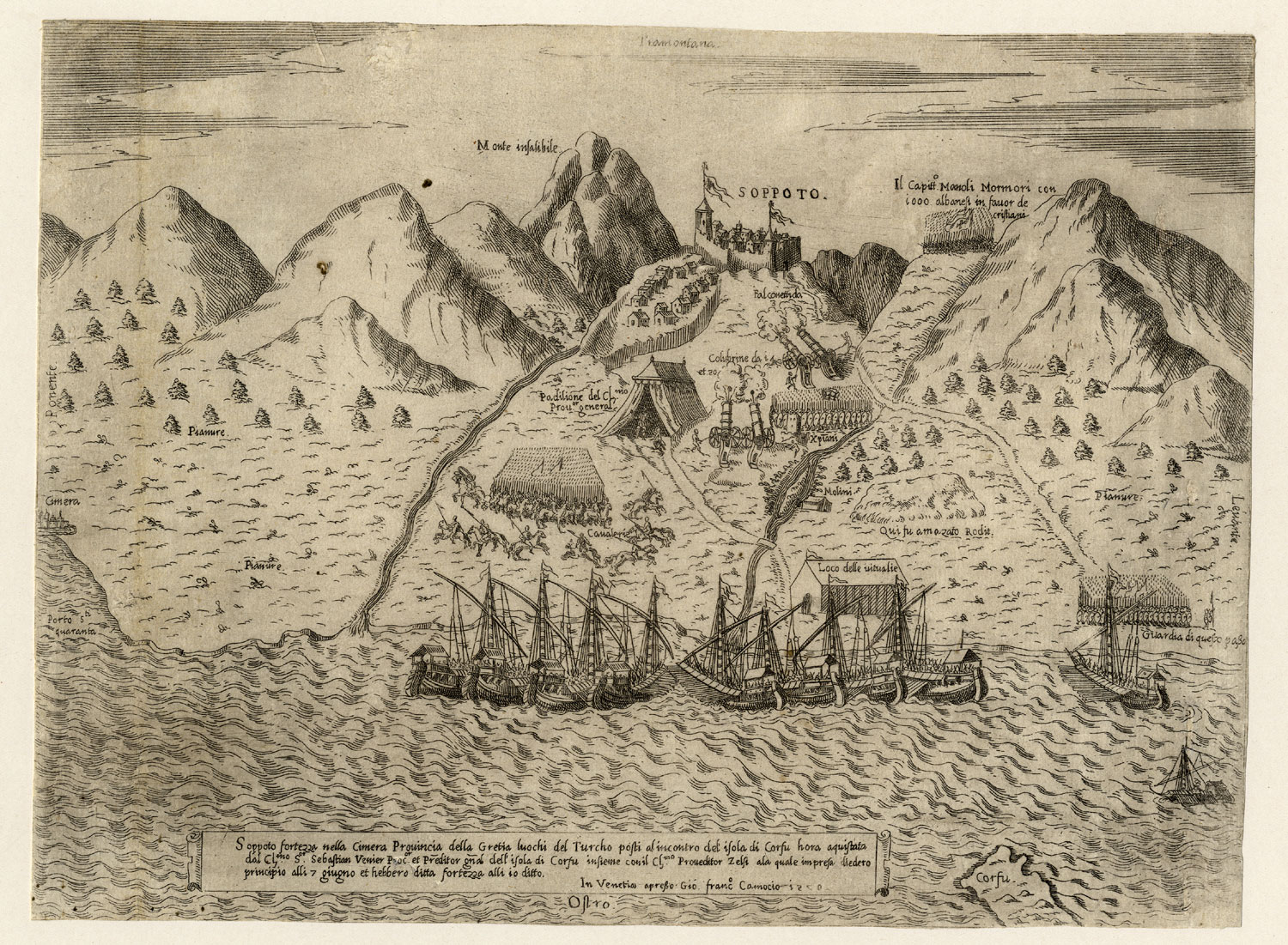
Zeichnung der Einnahme der Festung von Sopot durch venezianische Schiffe im Jahr 1570

Das Gebiet, in dem sich Borsh befindet, gehörte in der Antike zu Chaonia im historischen Epirus.
Am 6. Dezember 1742 überfiel die zum Islam konvertierte albanische Bevölkerung von Borsh den griechisch-orthodoxen Nachbarort Piqeras. Nach sechstägigen blutigen Kämpfen im Ceraunischen Gebirge entschlossen sich die 372 Einwohner von Piqeras dazu, unter der Obhut von einigen albanischen Papas ihren Heimatort zu verlassen.  Während  eine kleinere Gruppe in den angrenzenden Ort Lukova und Umgebung flüchtete, floh die größere Gruppe unter Führung der Papas über Lukova, Klikursi, Shën Vasil, Nivica-Bubar, nördlich von Saranda gelegen, Korfu und Othoni ins Königreich Neapel, wo sie 1743 die italienische Fraktion Villa Badessa gründeten.

## Bevölkerung
Borsh ist das einzige Dorf an der Riviera mit einer mehrheitlich muslimischen Bevölkerung. In den 1990er Jahren siedelten sich einige Familien aus der nordalbanischen Mirdita bei einem verlassenen Arbeitslager an. Sie bilden eine isolierte, gegische Sprachinsel innerhalb der toskischen Umgebung.

## Wirtschaft
Nebst Landwirtschaft, wofür die Schwemmlandebene Raum bietet, lebt das Dorf vom Tourismus.
In Borsh ist das Olivenöl-Herstellungsunternehmen Vaj Ulliri Borsh O & B Sh.p.k. ansässig.

## Tourismus

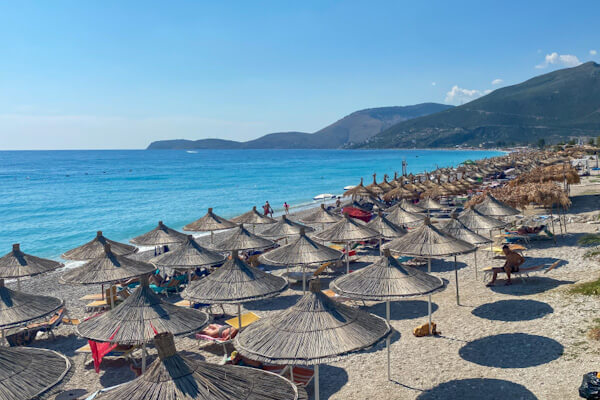
Strand

Borsh ist mit seinem rund vier Kilometer langen Strand ein beliebtes Touristenziel am Ionischen Meer.

## Sehenswürdigkeiten
- Burg von Borsh
- Moschee des Hadschi Bendo